# Juan Canales
Hipólito Juan Canales González (Cáceres, 3 de junio de 1877-Madrid, c. 1943) fue un comercial y político español, que llegó a ser diputado del Partido Socialista Obrero Español (PSOE) en la primera legislatura de la Segunda República.

## Biografía
De vocación temprana para el sacerdocio, permaneció ocho años en el seminario de Cáceres, que abandonó al fallecer su padre, ocupando el puesto de cartero de este para el sostén de la familia formada por su madre y cuatro hermanos, uno de ellos que también llegó a ser diputado y alcalde de Cáceres, Antonio Canales González. Ingresó en el PSOE al inicio del siglo XX y fue un habitual colaborador de la prensa extremeña, escribiendo en La Región, dirigiendo El Norte de Extremadura y fundando El Fomento. También publicó habitualmente en El Socialista, bajo el pseudónimo de Juanito del Campo.
Durante la Restauración fue concejal en el ayuntamiento de Cáceres, hasta que en 1908 se trasladó a trabajar a Madrid. Sin embargo siguió vinculado a la política cacereña, siendo elegido diputado a Cortes en las primeras elecciones de la República en 1931 por la circunscripción de Cáceres. Tras un incidente con Indalecio Prieto, fue expulsado del PSOE, pero se volvió a presentar como candidato a diputado en las elecciones de 1933 dentro de la candidatura Izquierda Independiente, sin resultar elegido. Poco después cayó gravemente enfermo. Tras la Guerra Civil fue detenido y pasó algún tiempo en prisión durante la dictadura franquista, para ser finalmente puesto en libertad.
El motivo de su condena fue la pertenencia al control obrero de la empresa Unión Española de Explosivos, donde había trabajado. Un tribunal militar de Madrid le condenó a 14 años de cárcel. Estando preso se publicó una poesía suya (La oración de la tarde") en el libro Musa Redimida. Poesías de los presos de la nueva España, editado por el Patronato Central de Redención de Penas. 

## Actividad sindical
Una faceta muy importante de su actividad, y que  desencadenaría el conflicto que acabó con su expulsión del PSOE, fue la defensa de la clase arrendataria de fincas rústicas en Extremadura, región donde proliferaban dehesas que sus propietarios arrendaban a yunteros.
A finales de junio de 1931, Juan Canales convocó una asamblea para constituir en Cáceres la Asociación provincial de Arrendatarios de la Tierra, como defensora de los intereses agrícolas y pecuarios de la provincia. La asociación estuvo constituida a primeros de agosto, designando a Juan Canales como presidente honorario y a Ignacio Martín Jiménez como presidente efectivo.
Por esa fecha, junto a varios diputados socialistas, presentó a las Cortes una proposición de ley para prorrogar por un año el decreto sobre revisión de rentas (decreto de 31 de octubre de 1931), cuya vigencia era sólo de un año (revisión de las rentas del año 1931). Alegaban que, al persistir las causas que lo motivaron, se producirían conflictos, si el decreto no se prorrogaba para rentas sucesivas.
En agosto, Juan Canales fue elegido para formar la comisión parlamentaria de Reforma Agraria, junto a otros diputados como Artigas Arpón, Díaz del Moral y Lucio Martínez Gil(dirigente de la FNTT) .
Ya en 1932 fue candidato suplente a vocal arrendatario de la Comisión Mixta Arbitral Agrícola (CMAA), siendo elegido, al ir en la segunda candidatura más votada, por encima de algunos futuros dirigentes de la FNTT. Unos meses más tarde fue designado vocal arrendatario en la sección de Propiedad Rústica de la CMAA.
Con motivo de las elecciones a vocales arrendatarios en el Instituto de Reforma Agraria su suscitó un conflicto entre Canales y el ministro de Agricultura Marcelino Domingo, por tratar de favorecer a la Alianza de Labradores de España, organización impulsada desde el Partido Republicano Radical Socialista, que lideraba el citado ministro. En estas elecciones se desestimaron muchos votos que apoyaban a la Asociación Española de Arrendatarios, Aparceros y Medianeros de la Tierra, la organización más votada en las elecciones a vocales de la CMAA. Como Marcelino Domingo formaba parte de un Gobierno en el que también estaba el socialista Indalecio Prieto, y Canales planteó una interpelación a Marcelino Domingo, sin contar con la autorización de la comisión parlamentaria socialista, se le abrió un expediente, que a la larga provocaría su expulsión del PSOE.